# Allison Tranquilli
Pour les articles homonymes, voir Tranquilli et Cook.
Allison Tranquilli, née Allison Cook, le 12 août 1972 à Melbourne, est une joueuse australienne de basket-ball. Avec la sélection australienne, elle remporte deux médailles olympiques, l'argent en  jeux 2004 à Athènes et le bronze aux jeux de 1996 à Atlanta. Elle est également détentrice de deux médailles de bronze aux championnats du monde 1994 et 1998.

## Biographie
Joueuse de basket-ball, elle évolue avec les Opals, surnom de la sélection australienne. Elle dispute trois championnats du monde, en 1994, compétition terminée à la quatrième place, puis aux mondiaux 1998 et 2002 où les Australiennes obtiennent deux médailles de bronze.
Elle dispute également deux tournois olympiques, lors des jeux de 1996 à Atlanta où l'Australie remporte la médaille de bronze et aux jeux 2004 à Athènes. L'Australie obtient la médaille d'argent après une défaite 74 - 67 face aux Américaines.
En clubs, elle évolue tout d'abord en WNBL, remportant un titre de MVP en 1993. Elle rejoint ensuite l'Europe, évoluant en Espagne puis en Hongrie. Dans ce dernier pays, elle évolue avec le MiZo Pécs et participe à l'Euroligue. Lors de la Euroligue 2002-2003, le club hongrois s'incline par deux à un face à Bourges Basket. Ses statistiques sur la saison sont de 8,9 points, 2,4 rebonds, 1,8 passe, 1,5 interception en 25 minutes 1. La saison suivante, Pécs dispute le Final Four de l'Euroligue. Le club s'incline 75 à 53 face à l'Union sportive Valenciennes Olympic - avec 10 points, 4 rebonds, 5 passes, 2 interceptions de la joueuse australienne - puis remporte la troisième place après une victoire 69 à 65 face à Brno - 14 points, 1 rebond, 3 passes, 1 interception. Ses statistiques sur l'ensemble de la compétition sont de 10,9 points, 3,0 rebonds, 1,9 passe et 1,8 interception en 31 minutes 2.
Après sa carrière de joueuse, elle entreprend une carrière d'agent de joueuses.

## Club
- Melbourne Tigers (WNBL)
- 2000-2001 : Ciudad De Burgos
- 2002-2004 : MiZo Pécs (Hongrie)
- 2005 Bulleen Melbourne (WNBL)

## Palmarès

### Équipe nationale
- Jeux olympiques d'été
  -  Médaille d'argent aux Jeux olympiques de 2004
  -  médaille de bronze aux Jeux de 1996
- Championnat du monde de basket-ball féminin
  -  médaille de bronze du Championnat du monde 2002.
  -  médaille de bronze du Championnat du monde 1998
  - 4e du Championnat du monde 1994

### Distinction personnelle
- MVP de WNBL en 1993